# Doboj
Doboj (in serbo Добој?) è una città e comune nel nord della Bosnia ed Erzegovina, sotto la giurisdizione della Repubblica Serba e capoluogo della regione di Doboj con 77 223 abitanti al censimento 2013.
È adagiata su una pianura alluvionale ad un'altezza di 146 metri sul livello del mare. La città è bagnata dal fiume Bosna.

## Località
Il comune di Doboj è diviso nei seguenti insediamenti (naselja):
Aerodrom, Bare, Boljanić, Božinci Donji, Bukovac, Bukovica Mala, Bukovica Velika, Bušletić, Čajre, Čaršija, Čivčije Bukovičke, Čivčije Osječanske, Doboj (capoluogo), Foča, Gavrići, Glavica, Glogovica, Grabovica, Grapska Donja, Grapska Gornja, Johovac, Kladari, Komarica, Kostajnica, Kotorsko, Kožuhe, Lipac, Lukavica Rijeka, Ljeskove Vode, Majevac, Makljenovac (in parte), Miljkovac, Omanjska, Opsine, Orašje, Osječani Donji, Osječani Gornji, Osojnica, Paklenica Donja, Paklenica Gornja, Paležnica Donja, Paležnica Gornja, Pijeskovi, Pločnik, Podnovlje, Poljice, Porječje, Potočani, Pranjkovci, Pridjel Donji, Pridjel Gornji, Prisade, Prnjavor Mali, Prnjavor Veliki, Ritešić, Rječica Donja, Rječica Gornja, Sjenina, Sjenina Rijeka, Stari Grad, Stanić Rijeka (in parte), Stanovi, Suho Polje, Svjetliča, Striježevica, Ševarlije, Tekućica, Tisovac, Tovira, Trbuk, Trnjačani, Trnjani, Vranduk e Zarječa.

## Sport
La squadra calcistica della città, lo Sloga Doboj, milita nella Premijer liga BiH. Tuttavia lo sport maggiormente diffuso è la pallamano. In questo ambito la squadra più forte della città è lo Sloga Doboj, che ha anche partecipato ad alcune competizioni internazionali.